# ミッキーとミニーのランナウェイ・レイルウェイ
ミッキーとミニーのランナウェイ・レイルウェイ（英: Mickey & Minnie’s Runaway Railway）は、ウォルト・ディズニー・ワールド・リゾートに2020年3月4日にオープンし、2023年1月27日にディズニーランド・リゾートにオープンのライドアトラクションである。

## アトラクションが存在するパーク
- ディズニー・ハリウッド・スタジオ (ウォルト・ディズニー・ワールド・リゾート)
- ディズニーランド (ディズニーランド・リゾート)

## 概要
D23 Expo 2017で「スター・ウォーズ:ギャラクシーズ・エッジ」、マーベル関連などと共にディズニー・チャンネルで放送中の「ミッキーマウス！」というミッキーのテレビアニメをテーマとしたライド型のアトラクションになると発表された。3Dメガネなども使用しない「2と1/2D」と呼ばれる最新技術となるとも発表されている。なお、これはミッキーマウスをテーマにした初のライド型アトラクションでもある。
ウォルト・ディズニー・ワールド・リゾートでは、2019年にオープン予定であったが、2020年に延期された。2019年12月3日に、ウォルト・ディズニー・ワールド版が2020年3月4日にオープンと発表。
ディズニーランドでは、「トゥーンタウン」に、ウォルト・ディズニー・ワールドでは、ハリウッド・ブールバードエリアの「ザ・グレート・ムービー・ライド」の跡地に建設予定である。
2021年11月15日、ディズニーはカリフォルニア版の2023年初頭のオープンとともにトゥーンタウンエリア全体のリニューアルを発表。
2022年10月7日、カリフォルニア版のオープン日が2023年1月27日と発表。ディズニーランド100周年記念の一環であり、トゥーンタウンのリニューアルに先駆けてオープンするものである。

## ストーリー
チャイニーズ・シアターでミッキーとミニーが主役の短編映画「パーフェクト・ピクニック（Perfect Picnic）」のプレミア上映にゲストが招待される。ミッキーとミニーがウキウキで「ナッシング・キャン・ストップ・アス・ナウ(Nothing Can Stop Us Now)」を歌いながらピクニックの準備をするものの、浮かれたミニーによってプルートが自動車のトランクに閉じ込められ、さらには放り出されてしまうという大事件が。それによって起きるドタバタのおかげで、ゲストはなんとスクリーンの中に入りこむことに。グーフィーの運転する機関車につながった客車に乗り、西部劇や火山の噴火からの脱出、カーニバル、竜巻、滝壺へのダイブなどのたくさんのハプニングが待ち受けるカートゥーンの世界を旅するのであった…

## 主な登場キャラクター
- ミッキーマウス[10]
- ミニーマウス
- グーフィー
- デイジーダック
- ドナルドダック
- ピート

## 各施設の内容

### ディズニー・ハリウッド・スタジオ
| ミッキーとミニーのランナウェイ・レイルウェイ Mickey & Minnie’s Runaway Railway | ミッキーとミニーのランナウェイ・レイルウェイ Mickey & Minnie’s Runaway Railway | ミッキーとミニーのランナウェイ・レイルウェイ Mickey & Minnie’s Runaway Railway | ミッキーとミニーのランナウェイ・レイルウェイ Mickey & Minnie’s Runaway Railway |
| ------------------------------------------------------------------------------ | ------------------------------------------------------------------------------ | ------------------------------------------------------------------------------ | ------------------------------------------------------------------------------ |
| ミッキーとミニーのランナウェイ・レイルウェイ                                   |                                                                                |                                                                                |                                                                                |
| オープン日                                                                     | オープン日                                                                     | 2020年3月4日                                                                   | 2020年3月4日                                                                   |
| スポンサー                                                                     | スポンサー                                                                     | なし                                                                           | なし                                                                           |
| 定員                                                                           | 定員                                                                           | 24人                                                                           | 24人                                                                           |
| 利用制限                                                                       |                                                                                | なし                                                                           | なし                                                                           |
| ファストパス                                                                   | ファストパス                                                                   |                                                                                | あり                                                                           |
| シングルライダー                                                               | シングルライダー                                                               |                                                                                | あり                                                                           |

ハリウッド・ブールバードエリアの「ザ・グレート・ムービー・ライド」の跡地、チャイニーズ・シアターを模した建物の内部に位置している。

### ディズニーランド
| ミッキーとミニーのランナウェイ・レイルウェイ Mickey & Minnie’s Runaway Railway | ミッキーとミニーのランナウェイ・レイルウェイ Mickey & Minnie’s Runaway Railway | ミッキーとミニーのランナウェイ・レイルウェイ Mickey & Minnie’s Runaway Railway | ミッキーとミニーのランナウェイ・レイルウェイ Mickey & Minnie’s Runaway Railway |
| ------------------------------------------------------------------------------ | ------------------------------------------------------------------------------ | ------------------------------------------------------------------------------ | ------------------------------------------------------------------------------ |
| オープン日                                                                     | オープン日                                                                     | 2023年1月27日                                                                  | 2023年1月27日                                                                  |
| スポンサー                                                                     | スポンサー                                                                     | なし                                                                           | なし                                                                           |
| 定員                                                                           | 定員                                                                           | 24人                                                                           | 24人                                                                           |
| 利用制限                                                                       |                                                                                | なし                                                                           | なし                                                                           |
| ファストパス                                                                   | ファストパス                                                                   |                                                                                | あり                                                                           |
| シングルライダー                                                               | シングルライダー                                                               |                                                                                | あり                                                                           |

トゥーンタウンの映画館、「エル・キャピトゥーン（El Capitoon）」を模した建物の内部に位置している。アトラクションはハリウッド・スタジオ版と同じくミッキー主演の新作映画「パーフェクト・ピクニック（Perfect Picnic）」ワールドプレミアという設定。キューラインは展覧会「Mickey Through the Ears」が開催されているという設定で、「蒸気船ウィリー」や「ファンタジア」、「ミッキーと豆の木」、「ミッキーの巨人退治」などかつてミッキーが出演した映画のプロップなどが展示されている。

## トリビア
- 「オズワルド勝利！」の見出しの新聞が飾っているが、ディズニー最初のキャラクターである「オズワルド・ザ・ラッキー・ラビット」へのオマージュである[10]。
- アトラクション内に「1901」と「1928」の数字が出てくるが、これはそれぞれウォルト・ディズニーとミッキーマウスの誕生した年である。
- 1928年の最初のミッキーマウス登場作品である「蒸気船ウィリー」の汽笛音がグーフィーの操縦する機関車の汽笛音に使用されている。
- 2019年7月に逝去したミニーマウス担当の声優、ルシー・テイラーの遺作でもある。